# Mesosemia melese
Mesosemia melese is een vlindersoort uit de familie van de prachtvlinders (Riodinidae), onderfamilie Riodininae.
Mesosemia melese werd in 1860 beschreven door Hewitson.